# Gossas
Gossas är en ort och kommun i västra Senegal. Den ligger i regionen Fatick och har cirka 15 000 invånare.